# Ministério dos Negócios Estrangeiros e Comunidades Portuguesas
O Ministério dos Negócios Estrangeiros e Comunidades Portuguesas foi a designação de um departamento dos XV e XVI Governos Constitucionais de Portugal.

## Ministros
Os titulares do cargo de ministro ou ministra dos Negócios Estrangeiros e Comunidades Portuguesas foram:
| Período     | Ministro(a)             | Governo                    |
| ----------- | ----------------------- | -------------------------- |
| 2002 – 2003 | António Martins da Cruz | XV Governo Constitucional  |
| 2003 – 2004 | Teresa Gouveia          | XV Governo Constitucional  |
| 2004 – 2005 | António Monteiro        | XVI Governo Constitucional |